# Aulacosphinctoides
Aulacosphinctoides – rodzaj głowonogów z podgromady amonitów.
Żył w okresie jury (kimeryd - tyton).